# 771

## Narození
- Konstantin VI., byzantský císař († 797)

## Úmrtí
- Karloman I., franský král

## Hlava státu
- Papež – Štěpán III. (767–772)
- Byzantská říše – Konstantin V. Kopronymos (741–775)
- Franská říše – Karel I. Veliký (768–814) a Karloman I. (768–771)
- Anglie
  - Wessex – Cynewulf z Wessexu
  - Essex – Sigeric
  - Mercie – Offa (757–796)
- První bulharská říše – Telerig